# Campionato georgiano di football americano 2020
Il Campionato georgiano di football americano 2020 è la quarta edizione dell'omonimo torneo di football americano organizzato dalla GAFF.
Ha avuto inizio il 10 ottobre .
L'AFC Tbilisi si è ritirato il 7 novembre a causa della pandemia di COVID-19 del 2019-2021, pertanto la finale per il 3º posto non è stata disputata.

## Squadre partecipanti
| Club              | Città   | Stadio | Sponsor ufficiale | Risultato nella stagione 2019 |
| ----------------- | ------- | ------ | ----------------- | ----------------------------- |
| AFC Tbilisi       | Tbilisi |        |                   |                               |
| Rustavi Steelers  | Rustavi |        |                   |                               |
| Tbilisi Crusaders | Tbilisi |        |                   |                               |
| Tbilisi Eagles    | Tbilisi |        |                   |                               |

## Stagione regolare

### Calendario

#### 1ª giornata
| Rustavi 10 ottobre 2020, ore 15:00 | Rustavi Steelers | 21 – 0 (a tavolino) | Tbilisi Eagles |  |

| Tbilisi 11 ottobre 2020, ore 15:00 | Tbilisi Crusaders | 3 – 12 | AFC Tbilisi |  |

#### 2ª giornata
| Tbilisi 17 ottobre 2020, ore 15:00 | Tbilisi Crusaders | 18 – 14 | Rustavi Steelers |  |

| Tbilisi 18 ottobre 2020, ore 16:00 | AFC Tbilisi | 12 – 12 | Tbilisi Eagles |  |

#### 3ª giornata
| Rustavi 24 ottobre 2020, ore 12:30 | Rustavi Steelers | 26 – 12 | AFC Tbilisi | Stadio Metalurg |

| Tbilisi 25 ottobre 2020, ore 15:00 | Tbilisi Eagles | 12 – 9 | Tbilisi Crusaders | Stadio del Rugby Vazisubani |

#### 4ª giornata
| Tbilisi 8 novembre 2020, ore 15:00 | Tbilisi Eagles | 0 – 42 | Rustavi Steelers |  |

| Tbilisi 8 novembre 2020, ore 15:00 | AFC Tbilisi | 0 – 21 (a tavolino) | Tbilisi Crusaders |  |

#### 5ª giornata
| Tbilisi 15 novembre 2020, ore 15:00 | Tbilisi Eagles | 21 – 0 (a tavolino) | AFC Tbilisi |  |

| Rustavi 15 novembre 2020, ore 14:00 | Rustavi Steelers | 38 – 12 | Tbilisi Crusaders |  |

#### 6ª giornata
| Tbilisi 22 novembre 2020, ore 14:00 | Tbilisi Crusaders | 36 – 20 | Tbilisi Eagles |  |

| Tbilisi 22 novembre 2020, ore 15:00 | AFC Tbilisi | 0 – 21 (a tavolino) | Rustavi Steelers |  |

### Classifica
La classifica della regular season è la seguente:
- PCT = percentuale di vittorie, G = partite giocate, V = partite vinte, N = partite pareggiate, P = partite perse, PF = punti fatti, PS = punti subiti

| Pos. | Squadra           | PCT  | G | V | N | P | PF  | PS  |
| ---- | ----------------- | ---- | - | - | - | - | --- | --- |
| 1    | Rustavi Steelers  | .833 | 6 | 5 | 0 | 1 | 162 | 42  |
| 2    | Tbilisi Crusaders | .500 | 6 | 3 | 0 | 3 | 99  | 96  |
| 3    | Tbilisi Eagles    | .417 | 6 | 2 | 1 | 3 | 65  | 120 |
| 4    | AFC Tbilisi       | .250 | 6 | 1 | 1 | 4 | 36  | 104 |

## Finale IV
| Tbilisi 5 dicembre 2020, ore 14:30 | Tbilisi Crusaders | 6 – 12 | Rustavi Steelers |  |

## Verdetti
- Rustavi Steelers Campioni della Georgia 2020